# Angelo Vlahek
Angelo Vlahek (26 de febrero de 1963) es un deportista australiano que compitió en judo. Ganó tres medallas en el Campeonato de Oceanía de Judo entre los años 1988 y 1992.

## Palmarés internacional
| Campeonato de Oceanía | Campeonato de Oceanía      | Campeonato de Oceanía | Campeonato de Oceanía |
| Año                   | Lugar                      | Medalla               | Categoría             |
| --------------------- | -------------------------- | --------------------- | --------------------- |
| 1988                  | Sídney (Australia)         | Medalla de bronce     | –60 kg                |
| 1990                  | Papeete (Francia)          | Medalla de oro        | –60 kg                |
| 1992                  | Wellington (Nueva Zelanda) | Medalla de oro        | –60 kg                |